# Nawa-i-Waqt
Nawa-i-Waqt (en ourdou : روزنامہ نوائے وقت) est un journal quotidien pakistanais de langue ourdoue. Nawa-i-Waqt est publié à partir du 23 mars 1940 sous la direction de Hamid Nizami. Le journal est repris à sa mort par son frère Majid Nizami. Nawa-i-Waqt est l'un des journaux au plus fort tirage du pays.

## Histoire
Nawa-I-Waqt sort pour la première fois le 29 mars 1940 en tant que périodique bimensuel. Il a une position pro-américaine et anti-communiste. Ses éditeurs sont  Hamid Nizami, un étudiant du Islamia College de Lahore, et Shabbar Hasan, un étudiant de la King Edward Medical University. Ils sont influencés par un périodique nationaliste Aligarh Opinion, fondé auparavant par Syed Sibt-e-Hasan, Khawaja Ahmed et Abbas Ashraf, qui sont des amis intimes du Dr. Shabbar Hasan. Après seulement deux semaines de tirages, le bimensuel devient hebdomadaire puis finalement quotidien en 1944. 

## Chroniques
Parmi les chroniqueurs les plus célèbres du journal, on peut citer Ataul Haq Kasmi, Ajmal Niazi, Aftab Iqbal, Bushra Rehman, Rafi Dogar, Chaudhry Asghar Ali Waraich, Nusrat Mirza, Syed Mehboob et Irfan Asghar. Ainsi que Irfan Siddiqui qui est un des plus populaires chroniqueurs du pays.